# Erik Lundqvist
Erik Hjalmar Lundqvist (29. června 1908 Grängesberg – 7. ledna 1963 tamtéž) byl švédský atlet, olympijský vítěz v hodu oštěpem z roku 1928.

## Sportovní kariéra
Olympijský vítěz z Amsterdamu z roku 1928. První člověk na světě, který oštěpem zdolal hranici 70 metrů – 15. srpna 1928 vyvtvořil světový rekord 71,01 m. Jeho osobní rekord z roku 1936 byl o 15 cm delší.